# Mozirje

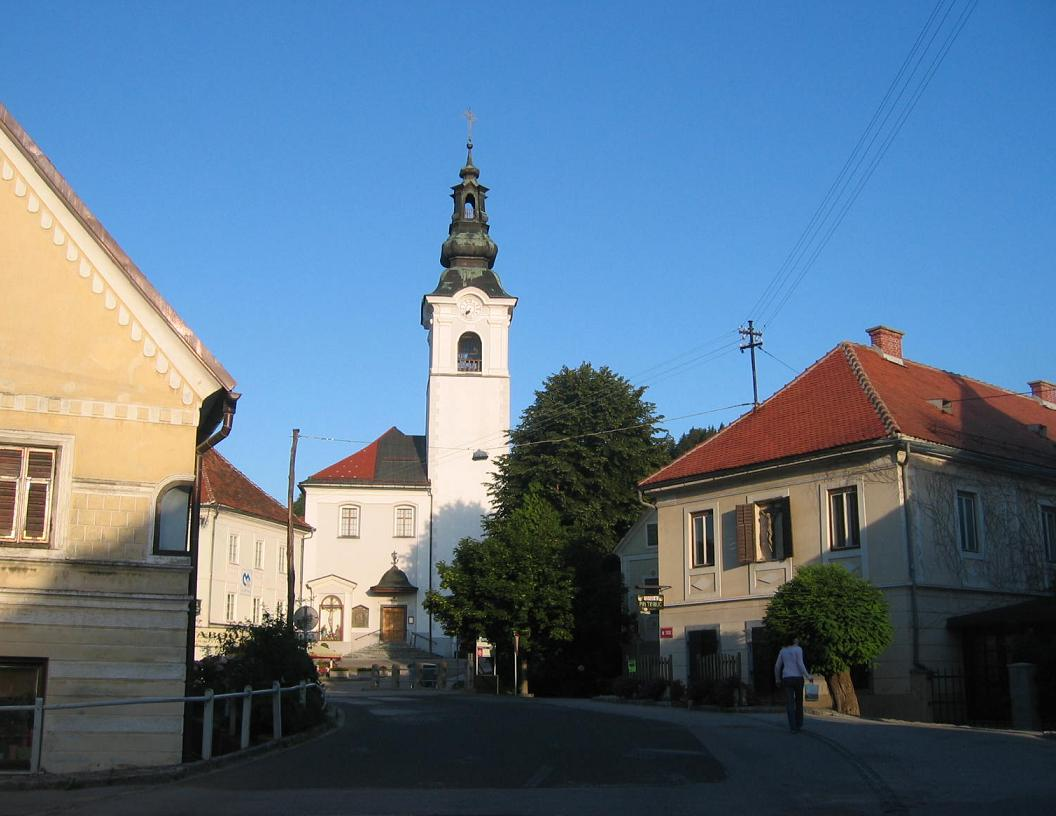
Mozirje

Mozirjes läge i Slovenien.

Mozirje är en ort och kommun i Slovenien. Befolkningen i kommunen uppgick till 4 089 invånare den 30 juni 2008. Själva centralorten hade 2 046 invånare i slutet av 2007, på en yta av 2,9 kvadratkilometer.